# Нязепетровский район
Нязепетро́вский райо́н — административно-территориальная единица (район) и одноимённое муниципальное образование (муниципальный район) на северо-западе Челябинской области Российской Федерации.
Административный центр — город Нязепетровск.

## География
Район расположен на Среднем Урале и охватывает части Бардымского хребта и Уфалейского хребта. На территории района находится наивысшая точка (563 м над уровнем моря) Бардымского хребта — гора Зюрян (около посёлка Арасланово).
Граничит:
- с севера с Нижнесергинским районом, Полевским городским округом и Городским округом Ревда Свердловской области;
- с востока с Верхнеуфалейским, Кыштымским и Карабашским городскими округами Челябинской области;
- с юга с Кусинским районом Челябинской области;
- с запада с Артинским городским округом Свердловской области и Белокатайским районом Республики Башкортостан.

Лесом занято около 70 % территории района. Среди памятников природы — лиственничная роща, реликтовый ельник, «Дубовая роща в окрестностях села Шемаха» (ботанические памятники природы), «Участок реки Уфа между Тимофеевым и Зайкиным камнями» (гидрологический памятник природы), «Шемахинское карстовое поле» (геолого-гидрологический памятник природы) и Нязепетровский государственный заказник (зоологический памятник природы). Площадь территории — 3459 км².
По территории района протекает 96 км участка верхнего течения реки Уфа и свыше 100 её притоков. Некоторые из крупных притоков: Суроям, Куказар, Нязя, Ураим.

## История

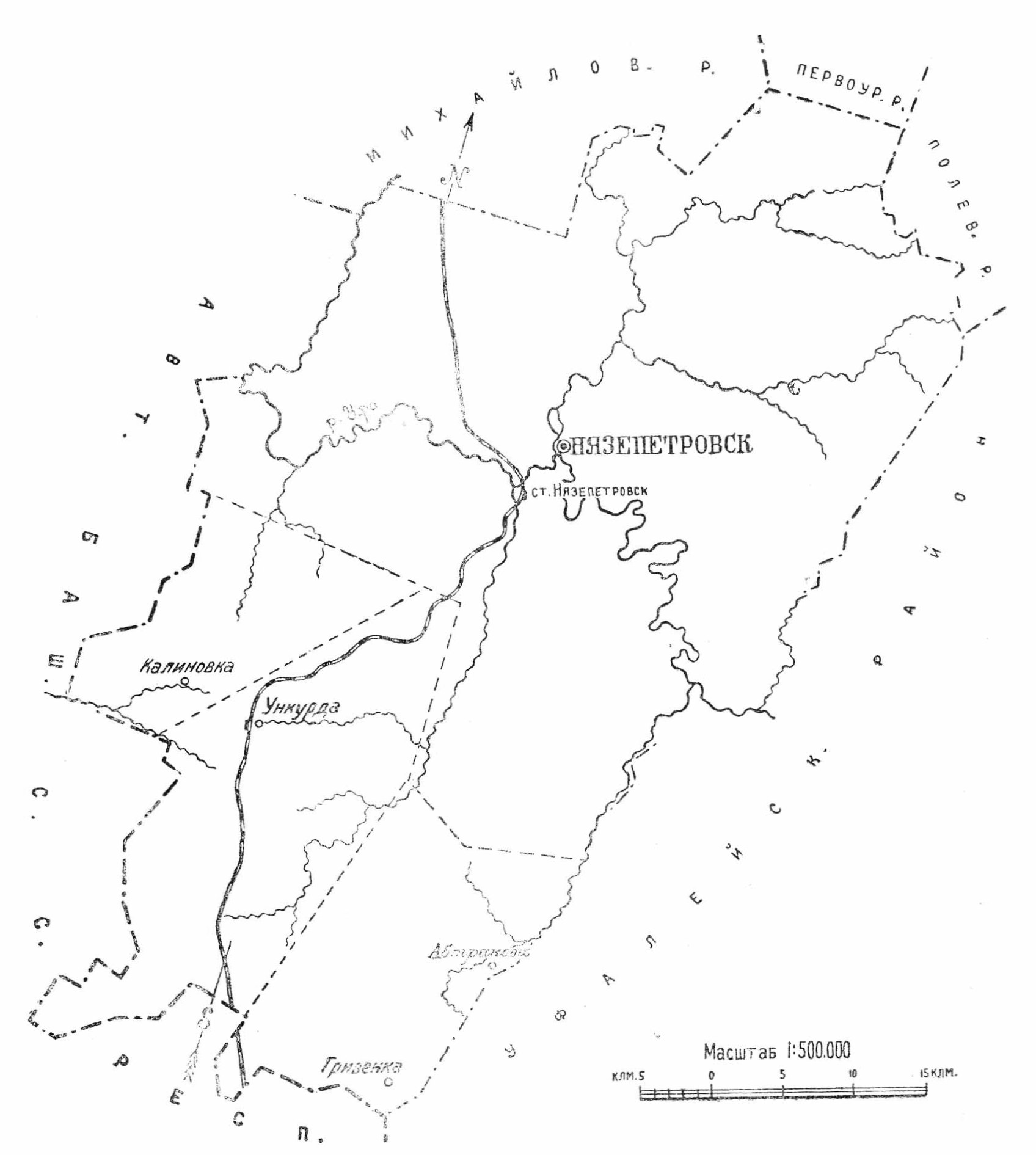
Нязепетровский район Свердловского округа Уральской области, 1928 г.

В течение нескольких веков (до середины XVIII в.) территорию района населяли, в основном, башкиры. На башкирских землях Катайской волости П. И. Осокиным был основан чугунолитейный и железоделательный завод на месте нынешнего Нязепетровска. В начале XIX в. Пермская Гражданская палата предложила башкирам-вотченникам д. Шокурово «припустить» русских переселенцев на левобережье реки Уфы; таким образом образовались селения Голдыревка, Ключи, Межевая, Ташкинова.
С 1781 года до 1796 года в составе Красноуфимского уезда Пермской области Пермского наместничества. С 1796 года до 1923 года, как Нязе-Петровская волость c центром в селе «Нязе-Петровский завод», входила в состав Красноуфимского уезда Пермской губернии (в 1919-1923 годах — Екатеринбургской губернии).
Нязепетровский (первоначально — Нязе-Петровский) район образован 4 ноября 1923 года в составе Екатеринбургского округа (он же Свердловский с 14 октября 1924 года) Уральской области. С момента образования в 1934 году Челябинской области входит в её состав, а границы и название района в составе новой области утверждаются 8 января 1935 года. При этом менялся состав населённых пунктов, входивших в район. Так, в Нязепетровский район были включены населённые пункты относящиеся к Михайловскому району Уральской области — с. Шемаха, с. Арасланово, д. Ташкинова и др (в 1932 году при укрупнении районов Уральской области).
С началом коллективизации первый в районе колхоз «Красный пахарь» был образован в Калиновском сельсовете. В 1931 году действовало 7 колхозов, на 1 июля 1933 года – 14 (объединяли 67% всего поголовья лошадей, 36% КРС, 50% свиней); на 5 июня 1935 года – 21 колхоз, на 1 января 1937 года – 23. В 1936 – 1959 годы ими обрабатывалось 80% посевной площади района; обслуживали колхозы Ункурдинская и Шемахинская МТС. В период Великой Отечественной войны все предприятия района работали на нужды фронта. В конце 1941 года на оборудовании эвакуированных в Нязепетровск новокрамоторских заводов был начат выпуск военной продукции. Жители района, включившиеся в движение «Все для фронта! Все для победы!», отправили на фронт 13 321 посылку, на создание танковой колонны «Челябинский колхозник» собрали 1,4 млн. рублей, внесли в Фонд обороны 3,637 млн. рублей. На средства, собранные коллективом завода, был построен самолет «Нязепетровский машиностроитель». За производственные заслуги в годы войны Нязепетровский завод им. М.И.Калинина награжден орденом Трудового Красного Знамени. На фронт ушло более 6 тыс. жителей района, из них три тысячи погибли в боях; многие воины удостоены правительственными наградами. Героями Советского Союза стали И.Н.Колин, Х.А.Кульман, А.Ф.Патраков, В.А.Похвалин, А.А.Худяков, И.В.Южанинов; Щербаков Александр Артемьевич. Полными кавалерами ордена Славы – З.М.Арусланов и И.Д.Голдырев. Мемориалы и обелиски павшим в боях в годы Великой Отечественной войны сооружены в Нязепетровске (1990 г.), Ункурде (1990 г.), Шемахе (1965 г.) и других населенных пунктах.
Позднее, Нязепетровский район претерпевал ещё ряд изменений, так 1 февраля 1963 года район упраздняется, территория присоединяется к образованному Кусинскому сельскому району, при разукрупнений которого 4 марта 1964 года создаётся Нязепетровский сельский район, преобразованный 12 января 1965 года снова в Нязепетровский район. К 1966 г. в районе имелись 3 совхоза: Гривенский, Ункурдинский, Шемахинский и 4 сельсовета: Гривенский, Кургинский, Ункурдинский, Шемахинский.
По состоянию на 2020 год границы Нязепетровского муниципального района определены законом Челябинской области № 266-ЗО от 26.08.2004 г. «О статусе и границах Нязепетровского муниципального района, городского и сельских поселений в его составе».

## Население

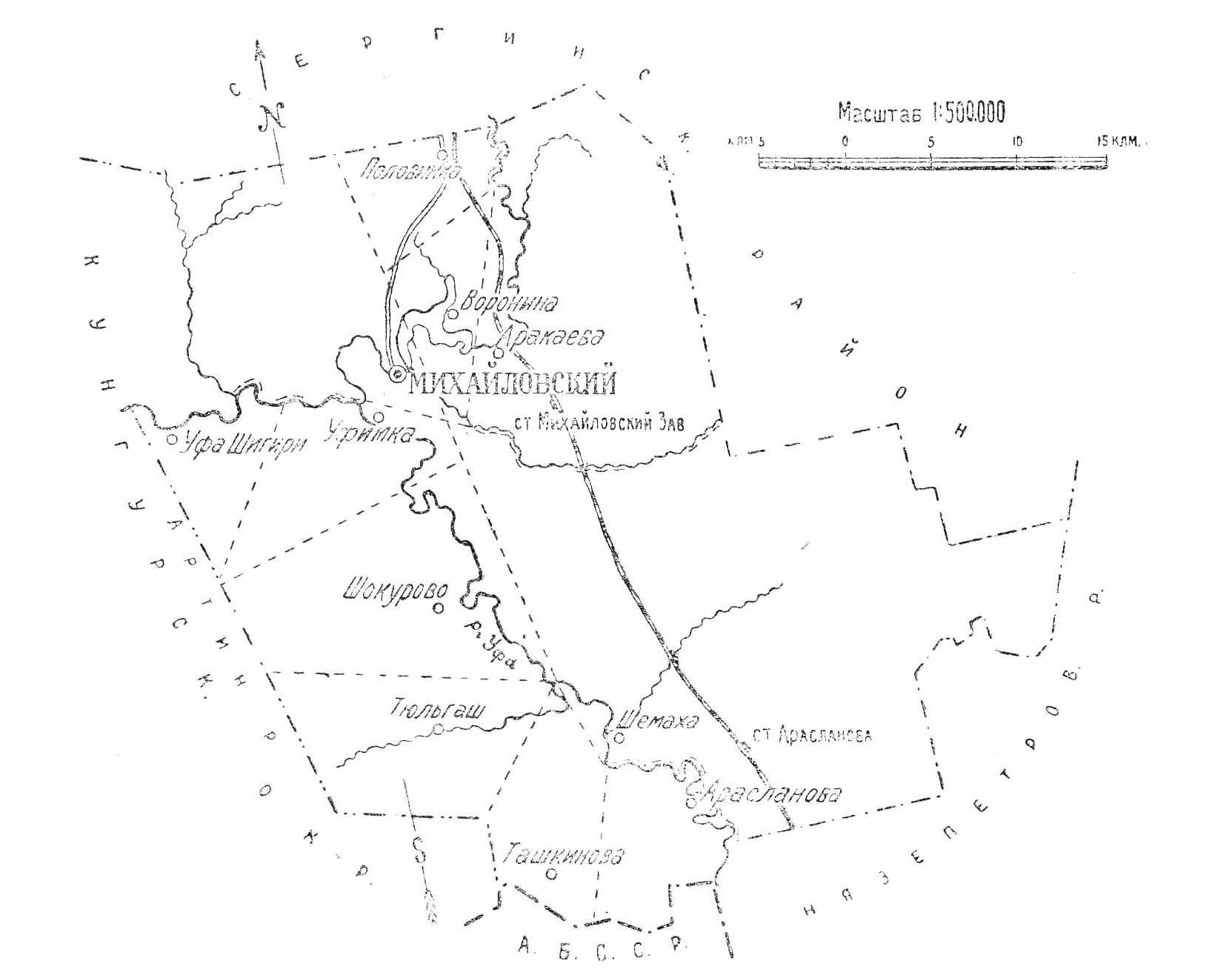
Михайловский район Свердловского округа Уральской области, 1928 г.

| 2002    | 2005    | 2006    | 2007    | 2008    | 2009    | 2010    |
| ------- | ------- | ------- | ------- | ------- | ------- | ------- |
| 21 527  | ↘20 500 | ↘20 001 | ↘19 590 | ↘19 255 | ↗20 262 | ↘18 261 |
| 2011    | 2012    | 2013    | 2014    | 2015    | 2016    | 2017    |
| ↘18 195 | ↘17 883 | ↘17 569 | ↘17 370 | ↘17 262 | ↘16 956 | ↘16 680 |
| 2018    | 2019    | 2020    | 2021    | 2023    |         |         |
| ↘16 500 | ↘16 222 | ↘16 014 | ↘14 216 | ↘13 873 |         |         |

### Урбанизация
Городское население (в городе Нязепетровск) составляет  73,51 % от всего населения района.

### Национальный состав
Татарские населённые пункты: д. Абдрахманова, д. Аптрякова, с. Арасланово, д. Горшенина, д. Постникова, д. Юсупова.

Башкирские населённые пункты: п. Деево, д. Юлдашево.

## Территориальное устройство
Нязепетровский район как административно-территориальная единица области делится на 4 сельсовета и 1 город (районного значения) с подчинёнными ему населёнными пунктами. Нязепетровский муниципальный район, в рамках организации местного самоуправления, включает 5 муниципальных образований, в том числе соответственно 4 сельских поселения и 1 городское поселение. В 2024 Нязепетровский район был преобразован в Нязепетровский округ, с упразднением 5 муниципальных образований: Нязепетровское городское поселение, Гривенское сельское поселение, Кургинское сельское поселение, Ункурдинское сельское поселение, Шемахинское сельское поселение.

## Населённые пункты
В Нязепетровском районе 28 населённых пунктов.
| №  | Населённый пункт | Тип              | Население |
| -- | ---------------- | ---------------- | --------- |
| 1  | Абдрахманова     | деревня          | ↘7        |
| 2  | Аптрякова        | деревня          | ↘201      |
| 3  | Арасланово       | посёлок ж.д. ст. | ↘481      |
| 4  | Арасланово       | село             | ↘711      |
| 5  | Беляево          | посёлок          | ↘100      |
| 6  | Бехтерева        | деревня          | ↘100      |
| 7  | Бозово           | деревня          | ↘48       |
| 8  | Горшенина        | деревня          | ↘50       |
| 9  | Гривенка         | деревня          | ↘139      |
| 10 | Деево            | посёлок          | ↘54       |
| 11 | Калиновка        | село             | ↘130      |
| 12 | Кедровый         | посёлок          | 55        |
| 13 | Котово           | посёлок          | ↘134      |
| 14 | Курга            | деревня          | ↘47       |
| 15 | Межевая          | деревня          | ↘85       |
| 16 | Нестерово        | деревня          | ↘158      |
| 17 | Нязепетровск     | город            | ↘10 198   |
| 18 | Первомайский     | посёлок          | ↘46       |
| 19 | Постникова       | деревня          | ↘23       |
| 20 | Ситцева          | деревня          | ↘756      |
| 21 | Сказ             | посёлок ж.д. ст. | ↘151      |
| 22 | Сухово           | деревня          | ↘153      |
| 23 | Табуска          | посёлок ж.д. ст. | ↘0        |
| 24 | Ташкинова        | деревня          | ↘240      |
| 25 | Ункурда          | село             | ↘1108     |
| 26 | Шемаха           | село             | ↘713      |
| 27 | Юлдашево         | деревня          | ↘9        |
| 28 | Юсупово          | деревня          | ↘78       |

### Упразднённые населённые пункты
По состоянию на 1966 год в Нязепетровском районе было 51 населённых пунктов. Часть из них была упразднена впоследствии. Некоторые из упразднённых населённых пунктов (в скобках года упразднения и координаты):
- Нязепетровского горсовета/городского поселения: посёлки Ураим (2023)[34][35], Серный Ключ (2023)[36], Старый балластный карьер (1995)[37], Лесной (1995)[37], Телушкино (1966)[11], Тырышка (1966)[11], Пушечкина (1966)[11], выселок Батракова (1966)[11];
- Шемахинского сельсовета/сельского поселения: деревни Голдырёвка[37], Горбуново, Загара (1995)[37];
- Ункурдинского сельсовета/сельского поселения: посёлок Азям (2004, 55.6951/59.4707)[38][39], Пригородный (1995)[37].

Посёлки вошедшие в состав г. Нязепетровска: посёлок станции Нязепетровская (1944), Старая Уфа (1944), Новая Уфа (1944), Ураимские Томилки.

## Общая карта
Легенда карты:
|          | 10 000 — 50 000 жителей          |
|          | 1 000 — 5 000 жителей            |
|          | 500 — 1 000 жителей              |
|          | 200 — 500 жителей                |
|          | Менее 200 жителей                |
| курсивом | — упразднённые населённые пункты |

## Экономика
В 2008 году крупными и средними предприятиями обрабатывающих производств отгружено товаров собственного производства, выполнено работ и услуг на сумму 1,013 млрд рублей.
Ведущее промышленное предприятие — Нязепетровский краностроительный завод, выпускающий башенные краны. Также работают предприятия лесной и деревообрабатывающей отраслей, филиал Челябинского опытного завода путевых машин, предприятия железнодорожного и автомобильного транспорта, коммунального хозяйства, торговли и общественного питания.
Из полезных ископаемых на территории района встречается медная руда, имеются графит, гипс, известняки, доломиты, глина. В районе реки Суроям — крупное месторождение титаномагнетитовых и апатиттитаномагнетитовых руд — Суроямское железорудное месторождение.
Нязепетровский район Челябинской области является ресурсообеспечивающим для Свердловской области — подаются дополнительные объёмы воды в Свердловскую область из реки Уфа. Для чего и было построено Нязепетровское водохранилище и планировалось построить Верхне-Араслановское водохранилище.